# Albert Hammond Jr.
Albert Hammond Jr. (ur. 9 kwietnia 1980) – amerykański muzyk, wokalista, autor tekstów i producent muzyczny. Najbardziej znany z bycia gitarzystą amerykańskiego zespołu rockowego The Strokes i kariery solowej, którą zapoczątkował w 2006 r. wydając solowy album Yours To Keep.

## Wczesne życie
Hammond Jr. urodził się w Los Angeles. Jest synem brytyjsko-gibraltarskiego muzyka Alberta Hammonda i argentyńskiej modelki Claudii Fernández. Ma dwie starsze przyrodnie siostry. Gra na gitarze od ósmego roku życia.
W wieku 13 lat, został wysłany do elitarnej szkoły Institut Le Rosey w Szwajcarii, gdzie zaprzyjaźnił się z Julianem Casablancasem, przyszłym wokalistą The Strokes i pozostałymi członkami zespołu.

## The Strokes
Po przeprowadzce do Nowego Jorku, w 1998 r. Hammond nawiązał ponowny kontakt z dawnym kolegą ze szkoły, Julianem Casablancasem, który zaprosił go do dołączenia do jego zespołu rockowego. Pozostałymi członkami grupy byli inni koledzy z czasów szkolnych – Nick Valensi, Fabrizio Moretti i Nikolai Fraiture. W 2000 r. zostali dostrzeżeni przez łowcę talentów Ryana Gentlesa, gdy grali koncert w nowojorskim klubie Mercury Longue. Wydanie EP-ki zespołu „The Modern Age” miało miejsce rok później. Również w 2001 r. premierę miała debiutancka płyta Is This It. Od 2001 r. grupa The Strokes wydała sześć albumów.

## Kariera solowa
W 2006 r. wydał solowy album Yours To Keep, za produkcję którego odpowiadał Greg Lattimer. Kolejnymi były ¿Cómo Te Llama? z 2008 r., Momentary Masters z premierą w 2015 r. oraz Francis Trouble wydany w 2018 r. Poza albumami, w swojej dyskografii ma miejsce również wydana w 2013 roku EP-ka pt. AHJ.

## Życie osobiste
W latach 2000, był w związku z brytyjską supermodelką Agyness Deyn, jak również amerykańską piosenkarką Catherine Pierce z The Pierces. Od 2013 r. jest żonaty z Polką, Justyną Hammond Jr. z d. Sroka. 14 marca 2021 r. ogłosił na swoim profilu na Instagramie przyjście na świat córki, Holiday, urodzonej 7 marca 2021. 
Pod koniec lat 2000, zbudował swoje studio nagrań, One Way Studios, w pobliżu swojego domu w Port Jervis, a później przeniósł się do pobliskiej społeczności Eldred. W 2019 nabył dom w Hollywood Hills, a w 2020 r. mieszkanie w Los Angeles.
W 2009 r. rozpoczął odwyk w związku z uzależnieniem od narkotyków takich jak m.in. kokaina, heroina i ketamina. Od tego czasu zerwał z narkotykami.